# 앤더슨저빌
앤더슨저빌(Gerbillus andersoni)은 황무지쥐아과에 속하는 설치류의 일종이다. 튀니지에서 이스라엘까지 지역에 분포한다. 서식지와 먹이는 다른 저빌과 유사하다. 임신 기간은 20~22일이고, 평균 4~5마리의 새끼를 낳는다. 국제 자연 보전 연맹(IUCN)이 "취약종"으로 분류하고 있다.

## 특징
앤더슨저빌은 중간 크기의 설치류로 몸 나머지 부분과 비교하여 긴 꼬리를 갖고 있다. 상체는 황갈색 털이 무성하게 나 있고 일부 불그스레한 색조를 띠며, 하체는 희다. 귀는 아주 크고 짙은 털이 덮여 있다. 황무지쥐속의 다른 저빌과 달리 귀 뒤에 흰 반점이 없는 게 특이하다. 일반적인 저빌과 마찬가지로 앤더슨저빌은 눈이 크고, 눈주위가 검은색 테가 둥글게 있다. 눈 윗부분에 흰 반점이 각각 뚜렷하게 나 있다. 긴 뒷다리를 가진 반면에 앞다리는 짧다. 몸길이는 약 19~27cm이다. 꼬리 길이는 11cm부터 15cm까지 다양하다. 몸무게는 15.9~38.4g이다.

## 분포 및 서식지
앤더슨저빌은 사막의 모래 언덕에서 주로 서식하다. 일부는 고정된 해안가 모래언덕에서 발견되기도 한다. 앤더슨저빌은 분포 지역의 해안가를 따라 모래언덕에서 주로 발견된다. 내륙에서도 발견될 수 있으며, 계곡의 모래 지역 또는 산악 지대의 아주 건조한 지역에서 서식하는 경향이 있다. 분포 지역은 북아프리카와 중동지역의 해안가 평야 지대이다. 튀니지와 리비아 북부 지역에서부터 이집트, 이스라엘 그리고 요르단 남서부 지역까지 분포한다.